# Двацветок
Двацветок (англ. Twoflower) — персонаж Терри Пратчетта из цикла «Плоский Мир».
Двацветок, наряду с Ринсвиндом, является одним из главных героев самой первой книги из цикла о Плоском Мире — «Цвет волшебства». Он был первым туристом Плоского мира и первым владельцем Сундука. Двацветок — уроженец города Бес Пеларгик, крупного портового города в Агатовой империи, что находится на Противовесном континенте.

## Внешность
В первых книгах Двацветок описан как маленький, лысый и тощий человечек, одетый в короткие штаны, доходящие до колен, и рубашку неестественно яркой расцветки. Хотя прямо в книгах цикла Плоского мира об этом не говорится, но автор дал достаточно намёков, чтобы предполагать азиатские черты лица у Двацветка.
Двацветок носит очки и вставные челюсти. Очки были неизвестны анк-морпоркцам во времена, описываемые в первых книгах цикла. Поэтому они стали называть его четырёхглазым. Двацветка повсюду сопровождал Сундук.
В книге «Интересные времена» у него уже более солидная внешность. Он даже отпустил клочковатую бороду, но по прежнему улыбается широкой, сияющей и доверчивой улыбкой.

## Характер
Двацветок доверчив и невинен, как дитя, и куда бы он со своими доверчивостью и невинностью ни пошел, он несет с собой ужас и разрушение. Он наивен, доверчив и доброжелателен абсолютно со всеми, даже с теми, кто явно покушаются на его жизнь и имущество. Двацветок свято уверен, что мир — прекрасное место для жизни и что с туристом никогда ничего плохого произойти просто не может, а если и произойдет, то лишь по недоразумению.

## Биография
Двацветок всю жизнь работал служащим в страховой компании, складывая колонки цифр и ожидая выхода на пенсию. Однако он всегда мечтал о путешествиях и романтике. Накопив немного (по меркам Агатовой империи) денег, Двацветок решил воспользоваться отпуском, сел на корабль и отправился навстречу приключениям в далёкий Анк-Морпорк. Первый турист Плоского мира привез на Безымянный континент не только образцы передовой технологии в виде очков, вставной челюсти и иконографа, но и новую концепцию «эхогномики» — (дословный перевод на морпоркский — «отраженный шум подземного духа») — идею страхования («страх-и-в-ванне»).
Успешно внедрив систему страхования в Анк-Морпорке, Двацветок вместе с сопровождающим его волшебником Ринсвиндом покинул горящий город и отправился путешествовать дальше по Безымянному континенту. Его приключения подробно описаны в книгах «Цвет Волшебства» и «Безумная звезда».
Благополучно вернувшись на родину, Двацветок опубликовал свои путевые заметки — книгу под названием «Как я провёл отпуск». Согласно этим заметкам, Анк-Морпорк является самым спокойным и безопасным местом на Диске. Подобный вывод может многое сказать об авторе этого опуса.
Двацветок был женат, но во время народных волнений, которые были жестоко подавлены императорскими войсками, его жена погибла. У него есть две взрослые дочери — Цветок Лотоса и Прекрасная Бабочка.
Во время событий романа «Интересные времена», Двацветок был арестован за публикацию своих путевых заметок, которые власть посчитала опасным подстрекательством к бунту. В тюрьме он снова встретился со своими старыми приятелями по приключениям: Ринсвиндом и Коэном-Варваром.
В конце романа он был произведён в Главные Визири новым императором Агатовой империи Коэном.

## Экранизация
В телевизионной экранизации «Цвет волшебства» роль Двацветка исполнял актёр Шон Астин.

## Игра
Двацветок также появился в игре «Плоский мир» (англ. Discworld), созданной по мотивам произведений Пратчетта в 1995 году. Его озвучил Роб Брайдон (англ. Rob Brydon).